# Gerhard Meyering
Gerhard Meyering, auch Gerd Meyering (* 7. August 1913 in Haren; † 2005) war ein deutscher Kapitän zur See der Bundesmarine und Träger des Bundesverdienstkreuzes 1. Klasse.

## Leben
Gerhard Meyering trat 1936 in die Kriegsmarine ein. Als Seekadett (Ernennung am 10. September 1936) war er im gleichen Jahr auf der Schlesien. Im Jahr darauf war er als Fähnrich zur See (Beförderung am 1. Mai 1937) an der Marineschule Mürwik.

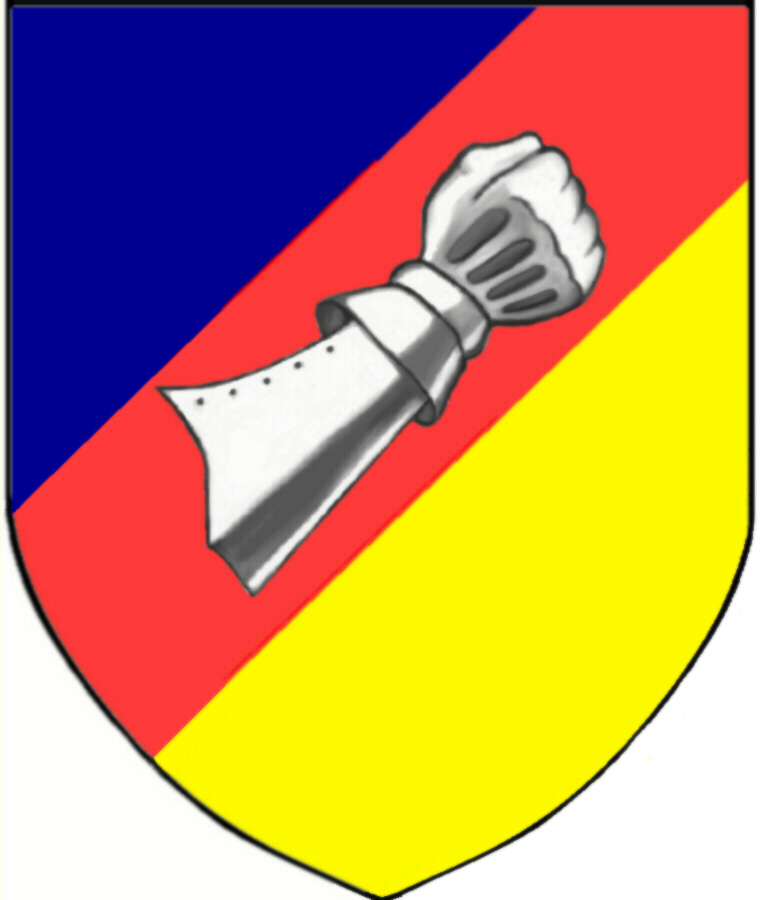
Eiserne Faust auf dem Wappen des 2. Schnellbootgeschwaders

In der Kriegsmarine war er von September 1939 bis Dezember 1940 Beobachter bei der 2. Staffel der Küstenfliegergruppe 406. Nach einer Kriegsverletzung war er anschließend bis März 1941 im Lazarett.
Er wurde als Oberleutnant zur See Kommandant von S 13 bei der 6. Schnellboot-Flottille. Als S 13 Anfang Mai 1941 außer Dienst gestellt wurde, übernahm er die neu zur 6. Schnellboot-Flottille kommende S 30. Im Dezember 1941 übernahm er hier kurz bis zum Wechsel zur 5. Schnellboot-Flottille S 20 und später S 101. Mit der Indienststellung im Mai 1942 wurde er Kommandant von S 76 und blieb dies mit Unterbrechung bis September 1943. Für das Boot wählte er die Eiserne Faust als Brückenkennzeichen, welches er später in das Wappen des 2. Schnellbootgeschwaders der Bundesmarine übernahm. Am 1. März 1943 war er zum Kapitänleutnant befördert worden. Für die Führung des Schnellbootes S 76 wurde er am 15. Oktober 1943 mit dem Deutschen Kreuz in Gold ausgezeichnet.
Von November 1943 bis März 1945 war er Kommandeur der 1. Abteilung der Schnellboot-Lehrdivision. Bis Kriegsende war er Kommandeur des Marine-Schützenbataillons 1011, welche aus der 1. Abteilung der Schnellboot-Lehrdivision aufgestellt worden war. Am 30. Juli 1945 wurde er aus der Kriegsgefangenschaft entlassen.
Nach dem Krieg kam er zur Bundesmarine. Als im Juni 1958 in Wilhelmshaven das 2. Schnellbootgeschwader aufgestellt wurde, wurde Meyering als Fregattenkapitän dort bis September 1961 Kommandeur. Anschließend war er bis März 1963 Kommandeur des Marinefernmeldeabschnitts 5 in Flensburg-Mürwik. Ab April 1963 war er Chef des Stabes beim Marinefernmeldekommando. Von Oktober 1964 bis zur Auflösung im September 1965 Kommandeur des Marinefernmeldekommandos. Mit der Einrichtung der Inspektion des Marineführungsdienstes im Marineamt wurde er Admiral des Marineführungsdienstes. In dieser Position wurde er zum Kapitän zur See befördert und blieb in dieser Kommandierung bis September 1971. Zum 30. September 1971 ging er in den Ruhestand.
Am 17. Februar 1971 wurde er mit dem Bundesverdienstkreuz 1. Klasse ausgezeichnet.
1974 wurde er als Nachfolger von Helmuth Gießler 1. Vorsitzender des Nautischen Verein Wilhelmshaven-Jade.

## Werke (Auswahl)
- Das Gemeinsame der Aufgabe. In: Köhlers Flotten-Kalender, 1971, S. 3 ff.
- als Mitautor: Das Projekt-Management für das Schnellboot-Bauprogramm S 143. In: Marine-Rundschau, Band 74, E. S. Mittler, 1977, S. 569–576.